# Coleophora astragalella
Coleophora astragalella é uma espécie de mariposa do gênero Coleophora pertencente à família Coleophoridae.